# 大関晴増
大関 晴増（おおぜき はるます）は、安土桃山時代の武将・大名。大関高増の長男。下野国黒羽城主。

## 生涯

### 結城白河氏～佐竹家臣時代
はじめ白河義親の婿養子に迎えられる。しかし天正7年（1579年）に佐竹義重が白河に侵攻してくると、義親は降伏して義重の次男義広に家督を譲らされる事となった。このため、晴増は廃嫡となったものの、実家の大関氏では前年に弟の清増が家督を継承しており、戻るにも戻れなくなっていた。しかしながら白河勢の将として佐竹勢と攻防を繰り広げた晴増の戦いぶりを評価した義重の勧めで佐竹氏の客将に迎えられた。その後は義重に従い、義重が壬生氏の鹿沼城を攻めた際には一番槍の功を挙げて自ら敵を討つなど奮戦している。

### 大関氏継承
ところが、天正15年（1587年）に清増が急死したため、父・高増の要請を受けて大関氏に復帰、義重の支援を受けて大関氏の家督を継承した。
天正17年（1589年）10月、伊達政宗が岩城常隆と共謀して白河を侵した時には惣無事令違反とは知りつつも、佐竹家と豊臣秀吉が懇意であった事と、先に仕掛けたのは伊達・岩城勢であるという事から罪には問われ無いと判断し、那須氏は佐竹軍に加勢し那須資晴など950人が出撃した。この時、晴増はこの先鋒として戦い、伊達・岩城勢を退けるなど軍功を示した。この時義重は旧縁から、晴増に「行方に5万石を与えるので臣下にならないか」と誘ったが、晴増にはいずれ独立した大名になりたいという野心があったのでこれを固辞したという逸話が残っている。

### 独立大名に
また同年中に秀吉が惣無事令を理由に、主君・那須資晴とその対立関係にあった宇都宮国綱の双方に対して停戦命令を出した。この時那須氏を代表して使者となって上洛した晴増は、秀吉に通じる利を悟ったという。翌年に秀吉の小田原征伐が始まると、晴増は父・高増と共に秀吉の下に参陣して3,000石を加増され、既に領していた10,000石と合わせて13,000石を安堵された。一方、中立の姿勢を取った那須資晴は秀吉の怒りを受けて改易処分となった。この時点で大関氏は那須氏から自立した独立大名となった。浅野長政に属して成田氏長の忍城を攻めた時にも戦功を挙げた。
文禄の役では名護屋城まで出陣したが、やがて病を得る。嫡男・政増が幼少であることを憂慮して弟・資増に家督を譲り、程なく病死した。享年36。